# 颱風天秤 (2017年)
颱風天秤（國際編號：1727，聯合颱風警報中心：WP332017，菲律賓大氣地球物理和天文服務管理局：Vinta）是2017年太平洋颱風季第27個被命名的熱帶氣旋。「天秤」（テンビン）一名由日本提供，即天秤座。因在菲律賓造成災難性破壞，而在隔年第50屆颱風委員會年會申請除名，並在次年第51屆颱風委員會會議中通過由「小犬」取代，意指小犬座。

## 發展過程
2017年12月16日，日本氣象廳把菲律賓以東，熱帶風暴啟德所殘留的低壓區升格為熱帶低氣壓。12月17日下午3時，日本氣象廳降格為低壓區。12月20日上午9時，日本氣象廳再次升格為熱帶低氣壓。
12月21日凌晨2時，日本氣象廳把它升格為熱帶風暴，給予國際編號1727，並命名為天秤，各部門也於不久後跟進，由於天秤位處海域的垂直風切變微弱，再加上海溫高，於被升格為熱帶風暴後就快速發展出中心密集雲團，因此在晚上8時，日本氣象廳把天秤升格為強烈熱帶風暴，中國國家氣象中心也於半小時後把天秤升格為強熱帶風暴。
12月22日下午，天秤離開菲律賓並進入蘇祿海，並再度開始增強。晚上8時，香港天文台把天秤升格為強烈熱帶風暴。24日凌晨天秤自蘇祿海進入南海。
12月24日早上，天秤開始發展出一個雲捲風眼。25日，天秤開始減弱，路徑向南偏移。26日上午9時，日本氣象廳將天秤降格為熱帶低氣壓。26日早上11時，香港天文台把天秤降格為低壓區，不過，天秤並未如各國預期登陸越南南部，僅掠過金甌半島以南海域。

## 影響

### 菲律賓
當地發布之風暴信號：二號風暴信號
一艘載有251人的渡輪在波利略島附近海域遭強風巨浪襲擊而沉沒，造成至少5人死亡，已知約有240人獲救。海岸衛隊船隻和軍方直升機已趕往現場，希望能盡快拯救乘客。不過，受天秤的影響，現場天氣惡劣，並有大浪，影響救援工作。
另外，天秤吹襲期間帶來強風和暴雨，摧毀至少一處山區村莊，更引發嚴重的洪水和土石流，造成252人死亡，當中北棉蘭老有135人、三寶顏半島有47人、北拉瑙省有26人，另有164人失蹤，主要集中於北拉瑙省及北三宝颜省。風暴在菲律賓造成15.5億披索的經濟損失，折合約3130萬美元。

### 馬來西亞
馬來西亞氣象局在23日晚上將沙巴內陆省保佛及纳闽的暴雨警报升为最高级的红色暴雨警报，但有关警报在24日11时解除，沙巴少部分地区的橙色警报和黄色警报也陸續在當日解除。
另一方面，气象局在24日中午发布强风大浪警报，表示苏梅岛东南部水域、崑崙岛、北子岛、朋古蘭群島、拉央拉央岛、巴拉望島、刁曼岛、南子岛、纳闽及苏禄海域都会受时速超过60公里的强风影響，浪高超过4.5公尺。
天秤雖沒有正面吹襲，但受其影响，沙巴亚庇在23日深夜下起大雨。儘管亚庇没有受洪灾影响，但沙巴郊区如古打毛律有12个位於低漥地区的村落发生水灾，更有两条河流水位逼近危险水平，分別是阿白河和登巴速河。此外，古打毛律也有7条道路因为暴雨而不能通行。

### 南沙群島
受天秤和冷空气的共同影响，12月24至25日，台湾海峡、巴士海峡、南海大部分地區有7-8级大风，南海西南部部分海域和南沙群岛的风力可达9-10级，而南沙群岛亦有大到暴雨，局部地區有100-150毫米的大暴雨。

### 越南
天秤來襲前夕，越南中央防災指導委員會召開緊急會議，指示各地相關部門嚴陣以待，提出各項防颱措施，並展開大規模的疏散行動，預備將15個省市超過100萬人疏散到安全地方，以減少不必要的傷亡。
胡志明市的學校在25日停課，越南中央水文氣象預報中心預計湄公河三角洲在25至26日的降雨量達150毫米。越南政府下令石油鑽井平台和船隻做好防災準備，警告62,000艘漁船不要出海。不過，天秤其後採取較偏南的路徑移動，並没有登陸，且減弱為熱帶低氣壓，對越南的影響並不大，目前尚未傳出任何災情，僅為南部地區帶來多雲有雨的天氣。

### 泰國
受天秤的影響，泰國氣象局警告在泰國灣將會出現強風和大浪，泰國灣沿岸漁民出海時要小心謹慎。海浪將高達4米，風暴也會在班武里府至宋卡府引發大雨；班武里府、春蓬府及素叻府蘇梅群島將會受大雨和強風影響，曼谷大都會地區亦會有降雨。

## 名称退役
由于天秤在菲律賓造成災難性破壞。為此颱風委員會決定將「天秤」除名，新名稱由「小犬」取代（落選者為「孔雀」和「室女」）。

## 熱帶氣旋警告使用紀錄

### 菲律賓
| 菲律賓大氣地球物理和天文服務管理局 風暴信號 | 菲律賓大氣地球物理和天文服務管理局 風暴信號 | 菲律賓大氣地球物理和天文服務管理局 風暴信號 |
| ------------------------------------------- | ------------------------------------------- | ------------------------------------------- |
| 上一熱帶氣旋                                | 一號風暴信號                                | 下一熱帶氣旋                                |
| 熱帶風暴啟德                                | 一號風暴信號                                | 熱帶風暴布拉萬                              |
| 熱帶風暴啟德                                | 二號風暴信號                                | 熱帶風暴三巴                                |

### 中國大陸
| 国家气象中心 颱風預警信號 | 国家气象中心 颱風預警信號 | 国家气象中心 颱風預警信號 |
| ------------------------- | ------------------------- | ------------------------- |
| 上一熱帶氣旋              | 颱風藍色預警信號          | 下一熱帶氣旋              |
| 熱帶風暴鴻雁              | 颱風藍色預警信號          | 熱帶風暴艾雲尼            |

## 外部連結
| 太平洋颱風季             |
| 主題頁 - 專題 - 編輯指南 |

- （英文）颱風2000：各氣象部門對天秤的預測路徑集合 （页面存档备份，存于）
- （英文）美國太空總署：相關資料 （页面存档备份，存于）
- （日語）日本氣象廳：數位颱風網資料（日文版 （页面存档备份，存于）、英文版 （页面存档备份，存于））、1727最佳路徑數據（日文版 （页面存档备份，存于）、英文版）、1727最佳路徑圖 （页面存档备份，存于）、2017年熱帶氣旋最佳路徑數據 （页面存档备份，存于） （页面存档备份，存于）
- （英文）美國聯合颱風警報中心：33W最佳路徑數據 （页面存档备份，存于） （页面存档备份，存于）
- （英文）美國海軍研究實驗室：33W檔案 （页面存档备份，存于）
- （繁體中文）臺灣交通部中央氣象局：颱風資料庫——
- （繁體中文）香港天文台：2017年12月熱帶氣旋概述 （页面存档备份，存于）、實時天氣稿（12月21日 （页面存档备份，存于）－22日 （页面存档备份，存于）－23日 （页面存档备份，存于）－24日 （页面存档备份，存于）－25日 （页面存档备份，存于）－26日 （页面存档备份，存于））
- （英文）菲律賓大氣地球物理和天文管理局：熱帶氣旋發佈存檔 （页面存档备份，存于） （页面存档备份，存于）